# Żądłowice
Żądłowice – wieś w Polsce, położona w województwie łódzkim, w powiecie tomaszowskim, w gminie Inowłódz, nad rzeką Pilica. 
W latach 1975–1998 wieś administracyjnie należała do województwa piotrkowskiego.
Wieś królewska tenuty inowłodzkiej Żędłowice, położona w powiecie brzezińskim  województwa łęczyckiego w końcu XVI wieku. 